# Bellegarde-Poussieu
Pour les articles homonymes, voir Bellegarde.
Bellegarde-Poussieu est une commune française située dans le département de l'Isère, en région Auvergne-Rhône-Alpes.
Ses habitants sont les Poussieurois.

## Géographie

### Situation et description
Situé à 29 km de Vienne dans la partie septentrionale du département de l'Isère, le village de Bellegarde-Poussieu, présente un aspect nettement rural.

### Communes limitrophes
Sonnay, Moissieu-sur-Dolon, Jarcieu, La Chapelle-de-Surieu...

### Voies de communication
Le territoire communal est essentiellement traversé par les routes départementales 34 (RD34) et 51 (RD51).

### Climat
Pour des articles plus généraux, voir Climat d'Auvergne-Rhône-Alpes et Climat de l'Isère.
En 2010, le climat de la commune est de type climat océanique altéré, selon une étude du Centre national de la recherche scientifique s'appuyant sur une série de données couvrant la période 1971-2000. En 2020, Météo-France publie une typologie des climats de la France métropolitaine dans laquelle la commune est dans une zone de transition entre le climat semi-continental et le climat de montagne et est dans la région climatique  Moyenne vallée du Rhône, caractérisée par un bon ensoleillement en été (fraction d’insolation > 60 %), une forte amplitude thermique annuelle (4 à 20 °C), un air sec en toutes saisons, orageux en été, des vents forts (mistral), une pluviométrie élevée en automne (250 à 300 mm). 
Pour la période 1971-2000, la température annuelle moyenne est de 11,6 °C, avec une amplitude thermique annuelle de 17,9 °C. Le cumul annuel moyen de précipitations est de 923 mm, avec 9,1 jours de précipitations en janvier et 6,1 jours en juillet. Pour la période 1991-2020, la température moyenne annuelle observée sur la station météorologique de Météo-France la plus proche, « Reventin », sur la commune de Reventin-Vaugris à 13 km à vol d'oiseau, est de 12,9 °C et le cumul annuel moyen de précipitations est de 775,7 mm,. Pour l'avenir, les paramètres climatiques de la commune estimés pour 2050 selon différents scénarios d'émission de gaz à effet de serre sont consultables sur un site dédié publié par Météo-France en novembre 2022.

## Urbanisme

### Typologie
Au 1er janvier 2024, Bellegarde-Poussieu est catégorisée commune rurale à habitat dispersé, selon la nouvelle grille communale de densité à sept niveaux définie par l'Insee en 2022.
Elle appartient à l'unité urbaine de Sonnay, une agglomération intra-départementale regroupant trois  communes, dont elle est ville-centre,,. Par ailleurs la commune fait partie de l'aire d'attraction de Roussillon, dont elle est une commune de la couronne,. Cette aire, qui regroupe 27 communes, est catégorisée dans les aires de 50 000 à moins de 200 000 habitants,.

### Occupation des sols
L'occupation des sols de la commune, telle qu'elle ressort de la base de données européenne d’occupation biophysique des sols Corine Land Cover (CLC), est marquée par l'importance des territoires agricoles (69,1 % en 2018), en diminution par rapport à 1990 (71,3 %). La répartition détaillée en 2018 est la suivante : 
terres arables (34,5 %), forêts (26,5 %), zones agricoles hétérogènes (24,1 %), prairies (7,6 %), zones urbanisées (4,4 %), cultures permanentes (2,9 %). L'évolution de l’occupation des sols de la commune et de ses infrastructures peut être observée sur les différentes représentations cartographiques du territoire : la carte de Cassini (XVIIIe siècle), la carte d'état-major (1820-1866) et les cartes ou photos aériennes de l'IGN pour la période actuelle (1950 à aujourd'hui).

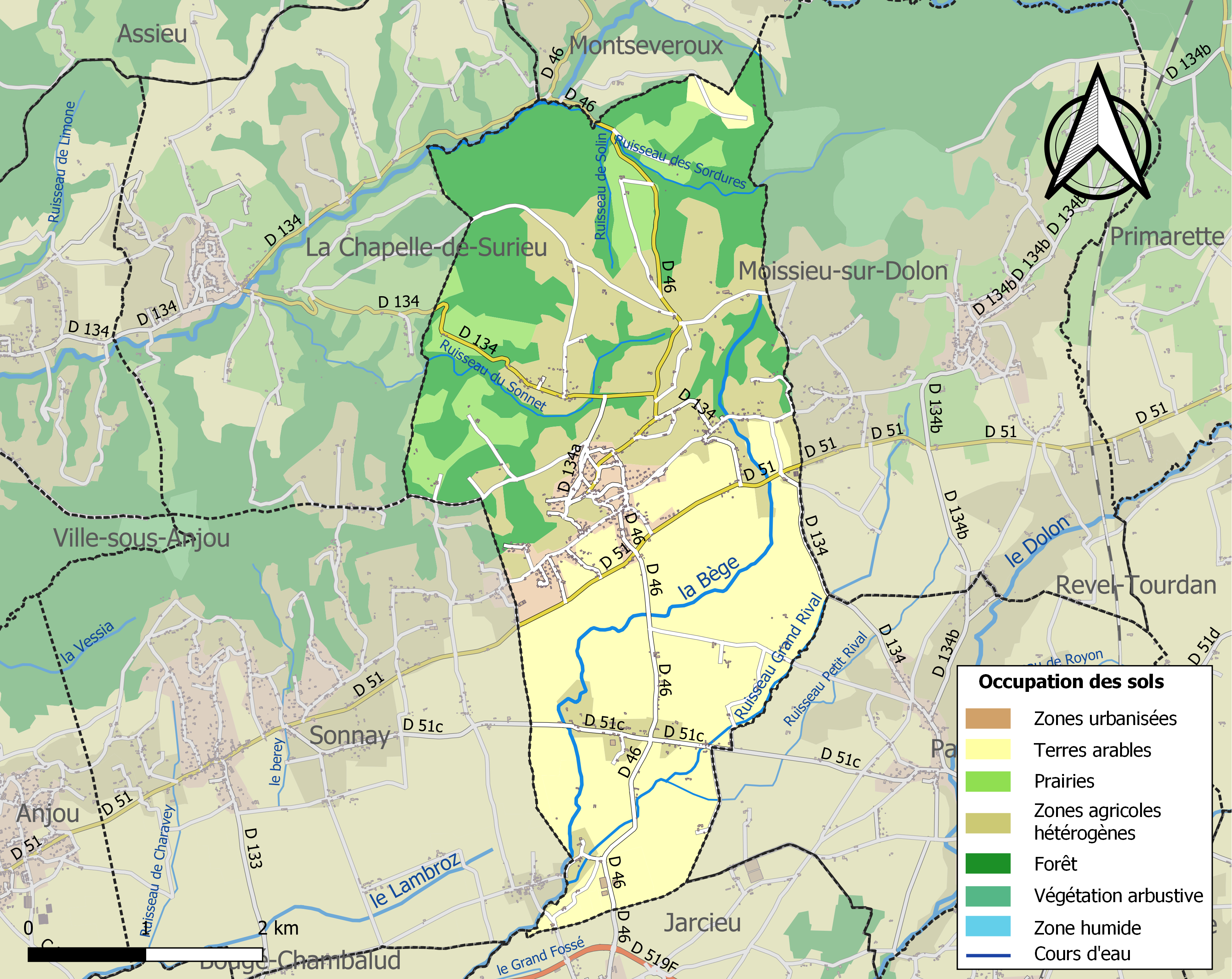
Carte des infrastructures et de l'occupation des sols de la commune en 2018 (CLC).

### Risques naturels

#### Risques sismiques
L'ensemble du territoire de la commune de Bellegarde-Poussieu est situé en zone de sismicité no 3 (sur une échelle de 1 à 5), comme la plupart des communes de son secteur géographique.
| Type de zone | Niveau            | Définitions (bâtiment à risque normal) |
| ------------ | ----------------- | -------------------------------------- |
| Zone 3       | Sismicité modérée | accélération = 1,1 m/s2                |

## Histoire
La commune a été créée entre 1790 et 1794, par la fusion des communes éphémères de Bellegarde et Poussieu.
Bellegarde était mandement.
à la création de la commune, seul le nom de Poussieu figure.
C'est en 1801 que  Bellegarde réapparait dans le nom composé de Bellegarde-Poussieu.

## Politique et administration

### Liste des maires
| Période      | Période      | Identité             | Étiquette | Qualité                                |
| ------------ | ------------ | -------------------- | --------- | -------------------------------------- |
| mars 2001    | juillet 2004 | André Varennes       |           |                                        |
| octobre 2004 | mars 2014    | Roger Torgue         | MRC       |                                        |
| mars 2014    | 2020         | Stéphanie Boisaubert | SE        | Employée                               |
| 2020         | En cours     | Christelle Grangeot  | DVD       | Conseillère départementale depuis 2021 |

## Population et société

### Démographie
L'évolution du nombre d'habitants est connue à travers les recensements de la population effectués dans la commune depuis 1793. Pour les communes de moins de 10 000 habitants, une enquête de recensement portant sur toute la population est réalisée tous les cinq ans, les populations de référence des années intermédiaires étant quant à elles estimées par interpolation ou extrapolation. Pour la commune, le premier recensement exhaustif entrant dans le cadre du nouveau dispositif a été réalisé en 2004.

En 2022, la commune comptait 1 015 habitants, en évolution de +2,84 % par rapport à 2016 (Isère : +3,07 %, France hors Mayotte : +2,11 %).
| 1793 | 1800 | 1806 | 1821 | 1831 | 1836 | 1841 | 1846 | 1851 |
| ---- | ---- | ---- | ---- | ---- | ---- | ---- | ---- | ---- |
| 780  | 646  | 745  | 800  | 890  | 917  | 899  | 896  | 908  |

| 1856 | 1861 | 1866 | 1872 | 1876 | 1881 | 1886 | 1891 | 1896 |
| ---- | ---- | ---- | ---- | ---- | ---- | ---- | ---- | ---- |
| 930  | 929  | 900  | 855  | 815  | 824  | 838  | 809  | 792  |

| 1901 | 1906 | 1911 | 1921 | 1926 | 1931 | 1936 | 1946 | 1954 |
| ---- | ---- | ---- | ---- | ---- | ---- | ---- | ---- | ---- |
| 781  | 762  | 752  | 676  | 655  | 627  | 614  | 596  | 610  |

| 1962 | 1968 | 1975 | 1982 | 1990 | 1999 | 2004 | 2006 | 2009 |
| ---- | ---- | ---- | ---- | ---- | ---- | ---- | ---- | ---- |
| 580  | 567  | 560  | 616  | 699  | 851  | 892  | 908  | 919  |

| 2014 | 2019 | 2022  | - | - | - | - | - | - |
| ---- | ---- | ----- | - | - | - | - | - | - |
| 975  | 991  | 1 015 | - | - | - | - | - | - |

### Enseignement
La commune est rattachée à l'académie de Grenoble.

### Médias
Historiquement, le quotidien à grand tirage Le Dauphiné libéré consacre, chaque jour, y compris le dimanche, dans son édition du Nord-Isère, un ou plusieurs articles à l'actualité du canton et quelquefois de la commune, ainsi que des informations sur les éventuelles manifestations locales, les travaux routiers, et autres événements divers à caractère local.

### Cultes
{La communauté catholique de Bellegarde-Poussieu et ses églises (propriété de la commune) relève de la paroisse Paroisse Saint Benoît du pays de Beaurepaire qui regroupe treize églises de la région. Cette paroisse dont le siège (maison paroissiale) se situe à Beaurepaire, est rattachée au Diocèse de Grenoble-Vienne.

## Culture et patrimoine

### Lieux et monuments
Les monuments :
- Château des Gallerand
- Église de la Nativité-de-Notre-Dame du XIXe siècle
- Chapelle de Bellegarde (La Salette)
- Château de l'Ogresse (en ruine)
- La Bascule
- La table d'orientation

Les lieux : l'école, les quatre vieilles maisons du village, la Font du Loup, les étangs de lagunage, la mairie, le foyer, les deux sablières, la salle d'association rurale et ses stades de football.

### Héraldique
| Blason de Bellegarde-Poussieu | Blason  | Palé d'argent et de sable à la fasce de gueules chargée de trois casques d'or tarés de profil, brochant sur le tout. |
| Blason de Bellegarde-Poussieu | Détails | Le statut officiel du blason reste à déterminer.                                                                     |